# Brayden Schnur
Brayden Schnur (ur. 4 lipca 1995 w Toronto) – kanadyjski tenisista, reprezentant kraju w Pucharze Davisa.

## Kariera tenisowa
Zawodowym tenisistą Schnur został w 2016.
Startując w cyklu ATP Tour jest finalistą jednego turnieju w grze pojedynczej.
We wrześniu 2017 zadebiutował w reprezentacji Kanady w Pucharze Davisa. W 2022 roku zwyciężył razem z drużyną w turnieju ATP Cup.
W rankingu gry pojedynczej najwyżej był na 92. miejscu (19 sierpnia 2019), a w klasyfikacji gry podwójnej na 251. pozycji (8 marca 2021).

### Finały w turniejach ATP Tour
| Legenda                                      |
| -------------------------------------------- |
| Wielki Szlem                                 |
| Igrzyska olimpijskie                         |
| Tennis Masters Cup / ATP Finals              |
| ATP Masters Series / ATP Tour Masters 1000   |
| ATP International Series Gold / ATP Tour 500 |
| ATP International Series / ATP Tour 250      |

#### Gra pojedyncza (0–1)
| Końcowy wynik | Nr | Data           | Turniej   | Nawierzchnia  | Przeciwnik    | Wynik finału        |
| ------------- | -- | -------------- | --------- | ------------- | ------------- | ------------------- |
| Finalista     | 1. | 17 lutego 2019 | Nowy Jork | Twarda (hala) | Reilly Opelka | 1:6, 7:6(7), 6:7(7) |